# Wilhelm Schubert (SS-Mitglied)
Wilhelm Karl Ferdinand Schubert (* 8. Februar 1917 in Magdeburg; † 12. Januar 2006 in Solingen) war ein deutscher SS-Oberscharführer und Blockführer im KZ Sachsenhausen.

## Leben
Schubert absolvierte nach dem Ende seiner Schullaufbahn bei seinem Vater, einem Schlossermeister, eine Lehre zum Dezimalwaagenschlosser. Ab 1931 gehörte er der Hitlerjugend (HJ) an und wurde im November 1933 Mitglied der Sturmabteilung (SA). Nach der Ableistung seines Militärdienstes 1934/1935 schied er Ende 1935 aus der Wehrmacht im Rang eines Gefreiten der Reserve aus. Er schloss sich danach den SS-Totenkopfverbänden an. Er war 1936 zunächst beim KZ Lichtenburg eingesetzt, bis er 1937 die SS-Unterführerschule Dachau absolvierte. Schubert wurde im Mai 1937 Mitglied der NSDAP. In das KZ Sachsenhausen wurde Schubert im Mai 1938 versetzt, wo er zunächst der dortigen Politischen Abteilung und danach der Postzensurstelle angehörte. Ab August 1939 war Schubert Blockführer in Sachsenhausen, wo er aufgrund seiner Schießfreudigkeit Pistolen-Schubert genannt wurde. 46 Menschen ermordete Schubert persönlich, darunter am 3. April 1942 Wilhelm Schuster. Beim Morgenappell beschimpfte er Schuster als Priester und schlug mit den Fäusten auf diesen ein. Als Schuster am Boden lag, trat Schubert mehrfach ins Gesicht Schusters. Wilhelm Schuster verstarb noch auf dem Platz. Auch in der Genickschussanlage, die 1941 zur systematischen Ermordung insbesondere jüdischer sowjetischer Kriegsgefangener eingerichtet wurde, wurde Schubert eingesetzt.
Ab Juli 1942 war Schubert bei der 7. SS-Freiwilligen-Gebirgs-Division „Prinz Eugen“ in Jugoslawien eingesetzt. Nach Kriegsende befand sich Schubert in US-amerikanischer Kriegsgefangenschaft, aus der er entweichen konnte. Im August 1946 kam er in Leipzig an und wurde dort, nachdem er von einem ehemaligen Sachsenhausenhäftling erkannt wurde, am 2. Dezember 1946 verhaftet. Beim Sachsenhausen-Prozess wurde er vor einem Sowjetischen Militärgericht mit 15 weiteren Beschuldigten wegen der im KZ Sachsenhausen begangenen Verbrechen angeklagt. Schubert wurde am 31. Oktober 1947 schuldig gesprochen und zu lebenslanger Haft mit der Pflicht zur Zwangsarbeit verurteilt. Die Verurteilten wurden im Arbeitslager Workuta des Gulags inhaftiert. Am 14. Januar 1956 kam Schubert aus der sowjetischen Haft frei und wurde als so genannter Nichtamnestierter in die Bundesrepublik Deutschland entlassen. Danach wurde Schubert erneut in Haft genommen und gemeinsam mit Gustav Sorge vor dem Landgericht Bonn aufgrund von KZ-Verbrechen angeklagt, u. a. wegen Beteiligung an der Massentötung von etwa 10.000 sowjetischen Kriegsgefangenen in der Genickschussanlage des Konzentrationslagers Sachsenhausen sowie vollendeter und versuchter Tötung zahlreicher KZ-Häftlinge. Schubert persönlich wurden 46 Morde zur Last gelegt. Das LG Bonn verurteilte Sorge und Schubert am 6. Februar 1959 zu jeweils einer lebenslangen Haftstrafe und zusätzlich fünfzehn Jahren Haft. Am 31. Januar 1986 wurde Schubert aus der Haft entlassen. Er lebte danach in Solingen und distanzierte sich nie von den von ihm verübten Verbrechen und blieb Nationalsozialist, so dekorierte er seine Wohnung mit einem Selbstbild in SS-Uniform und Fotos von Adolf Hitler und Hermann Göring. Als er 2006 starb, wurde er im Beisamm einer Vielzahl von Neonazis beerdigt.

## Literatur

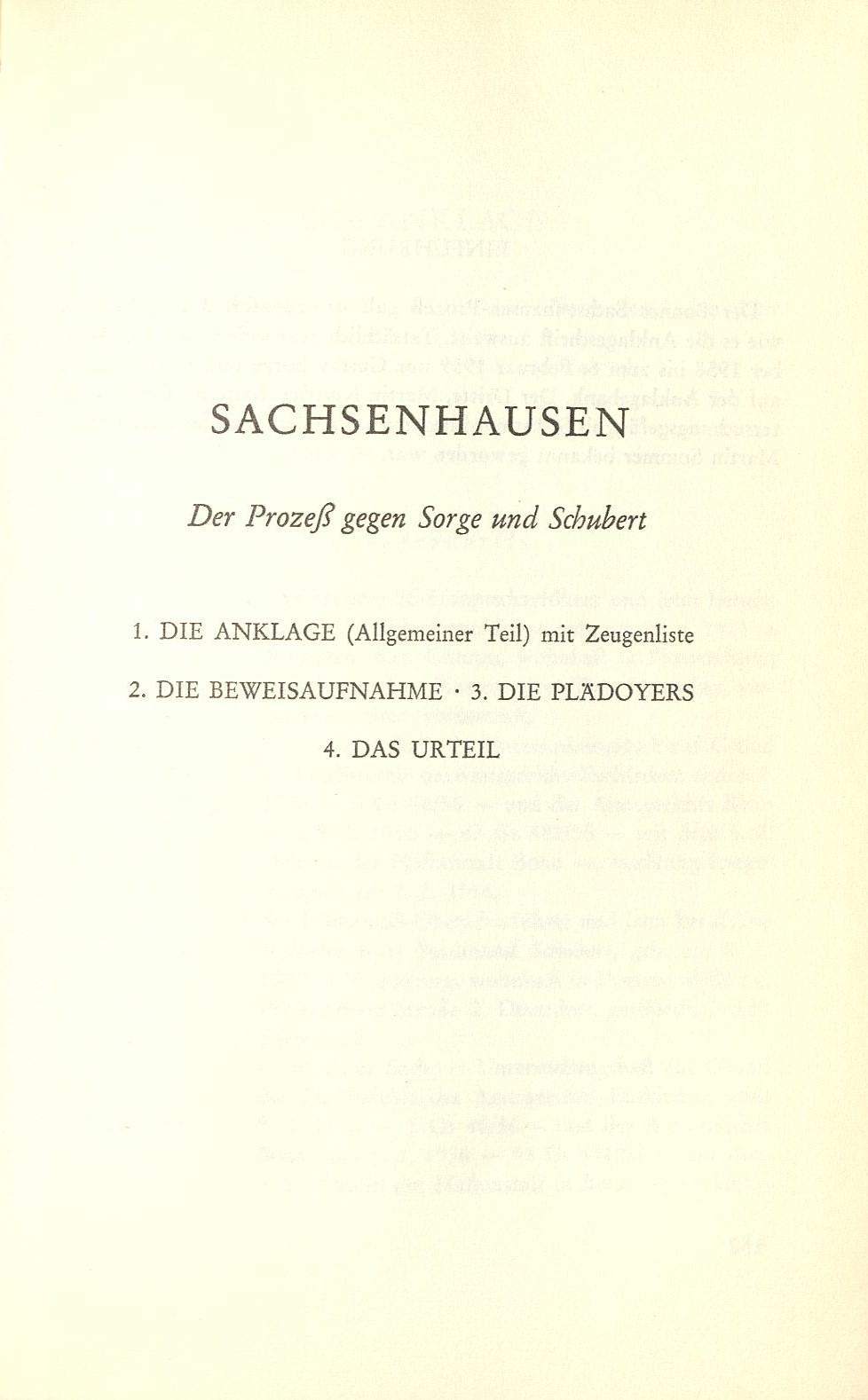
Prozessdokumentation (1962)